# Peja červenolesklý
Peja červenolesklý (Prosopeia tabuensis), též papoušek červenolesklý, je jedním ze tří druhů papoušků (spolu s pejou kadavským a pejou škraboškovým) z rodu Prosopeia.

## Rozšíření

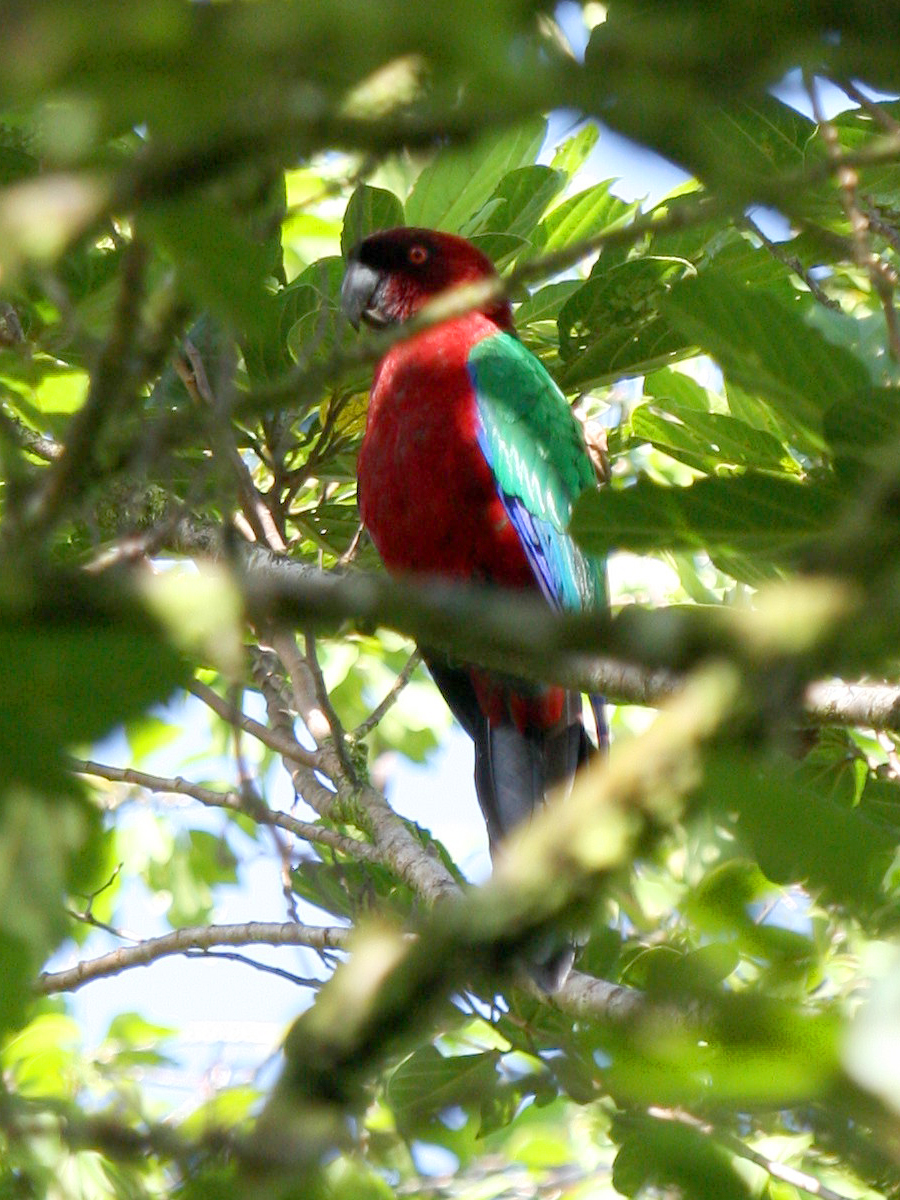
Divoce žijící peja červenolesklý

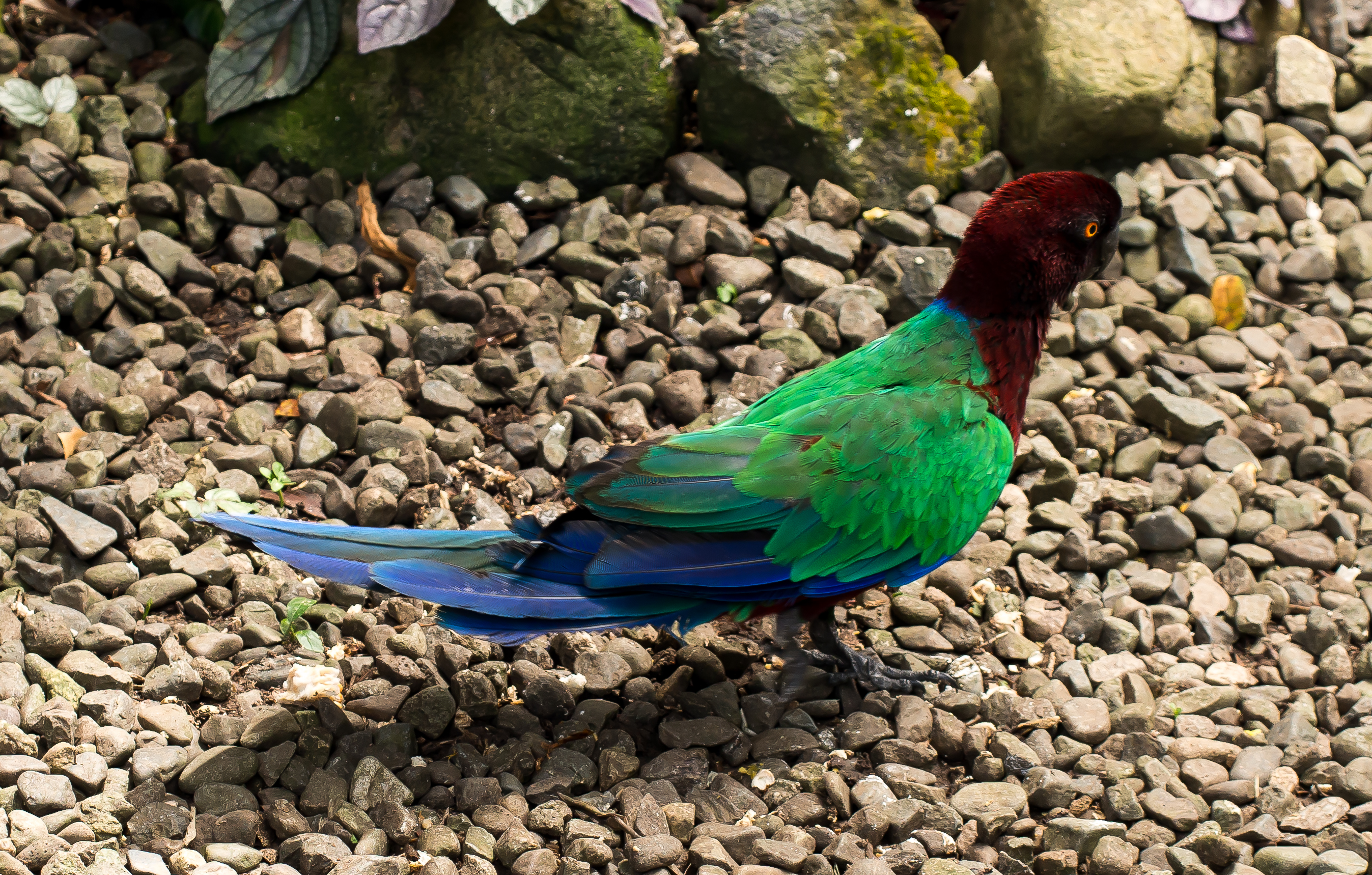
Peja červenolesklý (v zajetí)

Je endemickým druhem na tichomořských ostrovech Vanua Levu, Taveuni, Koro, Qamea a Kioa na Fidži, byl však vysazen i na některé ostrovy v jižní Tonze. Žije v tropických lesích, na kokosových plantážích, v mangrovech, křovinách, ale i na farmách a vesnických zahradách. Obvykle žijí sami, v párech nebo ve skupinách až o čtyřiceti papoušcích.

## Popis
Je vysoký přibližně 45 cm a váží přibližně 260 g. Je to převážně červený papoušek. Červená je hlava, hruď a celé břicho, záda má zelená a má modrou skvrnu za krkem. Křídla jsou zelená s modrými letkami, ocas je modrý. Oči jsou oranžové až žluté. Zobák má poměrně velký a černý.

## Zvuk
Peja vydává směsici různých zvuků podobných nea-nea nebo arr, ale i různého houkání a vřeštění, které mnohokrát za sebou opakuje. Většinou vydává zvuky v noci nebo během návratu do hnízda.

## Potrava
Peja se především živí různým ovocem a semeny, do jeho jídelníčku často patří mango, kvajáva, banán nebo muďoul. Jako zpestření stravy nepohrdne peja ani různým hmyzem, larvami, kukuřicí a jiným obilím. Kvůli pojídání obilí může způsobit značné škody na obilných a kukuřičných polích. 

## Rozmnožování
Pejové se seznamují a rozmnožují většinou od května do října. Hnízdo si staví především ve shnilém dřevě v pozůstatcích odumřelých stromů a palem a nakladou do něj 2–3 vajec. Mláďata rostou od vylíhnutí 25–34 dní, hnízdo opouštějí po 7 až 9 týdnech. Rodiče je krmí většinou třikrát do dne, předkládaná strava závisí na věku mláďat.

## V zajetí
V zajetí se peja červenolesklý vyskytuje velice vzácně. Poprvé se dostal do Evropy v roce 1873 do londýnské zoologické zahrady. V roce 1973 byl poprvé úspěšně odchován i v USA v zoologické zahradě v San Diegu, mládě však po měsíci uhynulo. Téhož roku první úspěšný odchov v Evropě dokázal pravděpodobně chovatel Burkard ze Švýcarska. V roce 1976 se podařilo americkému chovateli Gregorymu z Texasu jedno mládě uměle dokrmit.
Během dne pejové většinou spí, poněvadž jsou aktivní především v noci, kdy se probouzejí, začínají vydávat různé zvuky a létat. Mohou se naučit napodobovat lidskou řeč.